# قاطعیت

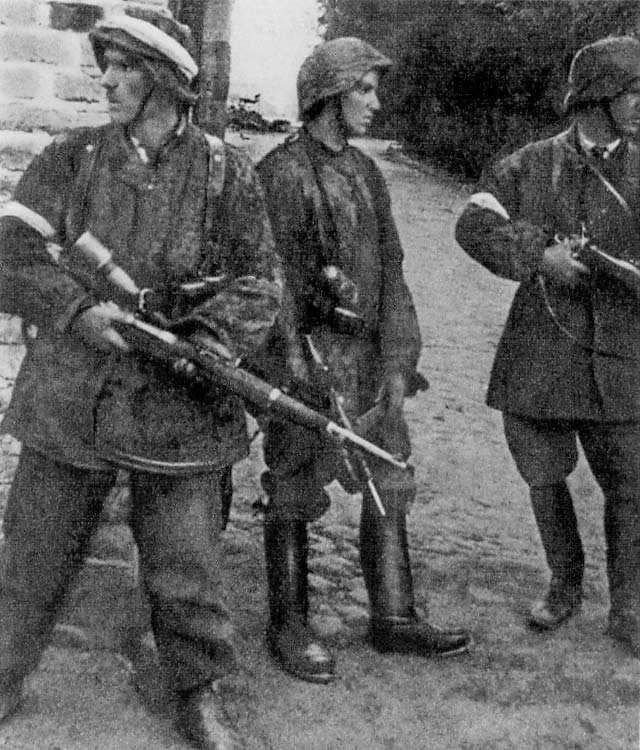
آندژی دودا، رئیس‌جمهور لهستان، با اشاره به مبارزات جنبش مقاومت ضدنازی در جریان قیام ورشو، اظهار داشت که «به لطف عزم خود، لهستان وجود دارد».

قاطعیت یا عزم (به انگلیسی: Determination) یک احساس عاطفی مثبت است که برخلاف موانع، استقامت در رسیدن به یک هدف دشوار را تقویت می‌کند. قاطعیت پیش از دستیابی به هدف اتفاق می‌افتد و در خدمت انگیزش رفتاری است که به دستیابی به هدف کمک می‌کند.
تحقیقات تجربی نشان می‌دهد که مردم قاطعیت را یک احساس می‌دانند. به عبارت دیگر، قاطعیت فقط یک حالت شناختی نیست، بلکه یک حالت عاطفی است. در ادبیات روان‌شناسی، محققان قاطعیت را با عبارات دیگری از جمله چالش و اشتیاق پیش‌بینی مطالعه می‌کنند. این ممکن است یکی از دلایل نبود نسبی تحقیق دربارهٔ قاطعیت را در مقایسه با دیگر احساسات مثبت توضیح دهد.
در زمینه روان‌شناسی، تحقیقات هیجانی بر احساسات منفی و رفتارهایی که برانگیخته می‌شود تمرکز می‌کند. با این حال، روان‌شناسی مثبت‌گرا به عنوان یک احساس مثبت، افراد را به سوی عمل سوق می‌دهد که منجر به نتایج قابل توجهی مانند پشتکار و موفقیت می‌شود.